# Schwarzach (Baviera)
Schwarzach é um município da Alemanha, situado no distrito de Straubing-Bogen, no estado da Baviera. Tem 33,24 km² de área, e sua população em 2019 foi estimada em 2.841 habitantes.